# Correguladores de receptores nucleares
Los correguladores de receptores nucleares son una clase de correguladores de la transcripción que participan en procesos de comunicación celular iniciados por los miembros de la superfamilia de los receptores nucleares.

## Introducción
La habilidad de los receptores nucleares para alternar la activación y represión, como respuesta a señales moleculares específicas, ya se sabe que es debido a un grupo diverso de factores celulares llamado colectivamente, correguladores, que incluyen coactivadores y correpresores. El estudio de receptores nucleares se debe a décadas de endocrinología y patología histórica , ya que antes de su descubrimiento había mucha evidencia empírica que sugería su existencia. Los correguladores, en contraste, han sido sujeto de una rápida acumulación de información funcional y mecánica que hace falta consolidar en un panorama integrador de sus funciones biológicas. Mientras que este artículo se refiere a los términos históricos "coactivador" y "correpresor", cabe mencionar que esta distinción es menos clara de lo que era previamente. Se conoce que el tipo de célula, estado de señalización de la célula e identidad del promotor, pueden influenciar la dirección de acción de cualquier corregulador.
Los correguladores a veces son llamados incorrectamente cofactores, los cuales son moléculas pequeñas, no proteicas requeridas por una enzima para su actividad completa, ej. NAD+.

## Coactivadores
Desde la década de los setenta, se sabía que las proteínas no histonas asociadas a receptores apoyaban la función de los receptores nucleares. A principios de 1990, algunos investigadores, como Keith Yamamoto, sugirió un papel para las moléculas nucleares aceptoras de no ADN. Una estrategia bioquímica diseñada en el laboratorio de Myles Brown, dio la primera evidencia del reclutamiento dependiente de ligandos por receptores nucleares de moléculas anciliares.
El ensayo de interacción proteína-proteína de un doble híbrido de levadura, llevó a la identificación de un arreglo de factores receptores interactivos en el laboratorio de David Moore y RIP140, proteína represora, que fue descubierta en el laboratorio de Malcoml Parker.
Así ya estaba todo listo para la clonación de los coactivadores. El primer coactivador de receptor nuclear común auténtico, receptor esteroideo coactivador 1 o SRC-1, fue clonado por primera vez en el laboratorio de Bert O’Malley. El SRC-1, dos proteínas relacionadas, y el GRIP-1, fueron clonadas por primera vez por Michael Stallcup; y ACTR/p/CIP, fue inicialmente identificada en el laboratorio de Ron Evans y Geoff Rosenfeld. Todas juntas, formaban la familia de coactivadores SRC. Esta es definida por la presencia del extremo N, terminal motivos PAS y beta-HLH en tándem; un dominio central que se une a los coactivadores CBP y p300; y la región del extremo C, terminal que regula la interacción con el coactivador CARM-1. El laboratorio de Malcolm Parker fue el primero en demostrar que la característica estructural de muchos coactivadores era un alfa hélice (una secuencia continua de 5 aminoácidos donde L = leucina y X = cualquier aminoácido); o la caja de receptor nuclear, presente en una a varias copias en muchos coactivadores, que esta implicada en el reclutamiento dependiente de ligandos por el receptor AF-2. La familia coactivadora SRC, por ejemplo, tiene un cúmulo conservado de cajas NR localizadas en la región central del miembro de cada familia.
Los coactivadores pueden ser clasificados con base en propiedades funcionales variadas. Por nombrar algunas, las clases de coactivadores incluyen:
- Acetiltransferasas, como miembros de la familia SRC
- Ligasa ubiquitina, como E6-AP[13]
- Complejos remodeladores de cromatina con ATP, como el complejo SWI/SNF/BRG-1[14]
- Metilasas de proteína, como CARM-1 y PRMT-1[15]
- Transcritos de RNA, como SRA[16]
- Reguladores del ciclo celular como cdc 25B
- Helicasas de RNA como p72[17]
- Y miembros del complejo TRAP/DRIP, el cual permite el contacto directo con los componentes basales de la maquinaria de la transcripción[18]

## Correpresores
La represión de la transcripción por correpresadores es, en muchas formas, conceptualmente comparable a la mediación de la activación de receptor transcripcional por coactivadores, pero tiene un efecto opuesto. El reclutamiento de correpresores, que generalmente ocurre en la ausencia de ligandos, depende de una conformación crítica del receptor del dominio AF-2, así como de motivos hélice tipo caja en el correpresor. Además, los mismos correpresores reclutan las actividades de enzimas anciliares que ayudan a establecer o mantener el estado represivo de sus promotores objetivos. 
Experimentos tempranos de la transfección celular habían mostrado que regiones discretas de ciertos receptores, como el receptor de hormonas tiroideas, eran suficientes para reprimir o silenciar genes reporteros cuando están unidos a dominios de unión a ADN de factores de transcripción heterólogos, sugiriendo que factores celulares específicos – o correpresores - pueden unirse a estas regiones y silenciar los receptores en células.
Otra vez, usando el ensayo de un doble híbrido de levadura, dos correpresores fueron aislados en sucesión rápida, el correpresor de receptores nucleares, o NCoR, en el laboratorio de Geoff Rosenfeld; y el mediador silenciador de receptores de retinoides y tiroides, o SMRT, por Ron Evans. Una alineación de las dos proteínas indicó que ellas tenían una estructura de un dominio en común, sugiriendo modos de acción paralelos. El grupo de Mitch Lazar ha visto que receptores nucleares inactivos reclutan correpresores en partes a través de péptidos en hélice amfipáticos llamados, cajas CoRNR, las cuales son similares a las cajas de coactivadores de receptores nucleares.
Además de estas analogías estructurales, los correpresores y coactivadores tienen muchos temas funcionales en común. El estado de acetilación de los nucleosomas en un promotor está relacionado con la velocidad de la transcripción del gen. Coactivadorees de la histona acetilasa incrementan la velocidad de acetilación, abriendo el nucleosoma a factores de transcripción. La deacetilalación de la histona reclutada por correpresores, revierte esta reacción silenciando la transcripción del gen objetivo. Otras modificaciones de histonas tienen efectos similares u opuestos sobre la transcripción.

## Biología de coreguladores
El papel fisiológico de SRC/p160s, CBP/p300 y otros coactivadores ha sido sugerido por estudios de eliminación en genes de ratones que codifican para estas proteínas. Los efectos de estas selecciones varían de efectos profundos en la viabilidad característica de TRAP220, CBP y p300, a fenotipos más sutiles de desarrollo y metabólicos asociados a la familia SRC. Utilizando secuencias de genes correguladores clonados, laboratorios como el de Bert O’Malley (SRC-1), Bob Roeder (TRAP220), Geoff Rosenfeld (NCoR), y Pierre Chambon (GRIP1), fueron capaces de eliminar o borrar estos genes en ratones. Estos estudios mostraron que los coactivadores fueron requeridos para funciones fisiológicas, de desarrollo de hormonas esteroideas, y de tiroides en animales vivos, además de que los correpresores también tienen papeles cruciales en el desarrollo de ciertos órganos.

## Regulación de la función correguladora

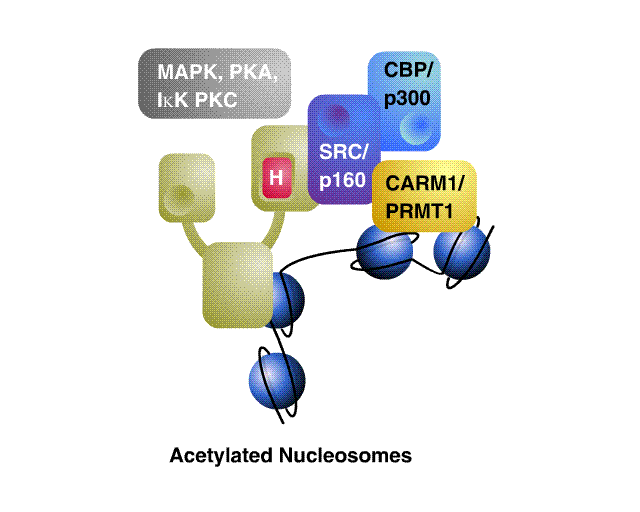
Modelo general de la comunicación entre vías de señalización aferentes, correguladores y receptores nucleares sobre el promotor mostrando la condensación nucleosomal local.

Se conocen varios modificadores postraduccionales que regulan la relación funcional entre receptores nucleares, su complejo corregulador y sus redes de genes objetivos. Modificaciones enzimáticas reversibles objetivo, como la acetilación, metilación, fosforilación; y modificaciones terminales como la ubiquitinación, han sido vistas que tienen una variedad de efectos en la función correguladora. Los correguladores pueden ser vistos como interfaces de control para integrar múltiples estímulos aferentes en una respuesta celular apropiada. Un posible escenario es que la fosforilación diferencial de los coactivadores pueden dirigir su reclutamiento combinatorio en diferentes complejos transcripcionales, en diferentes promotores, en células específicas.

## Modelo general
Los coactivadores existen en grandes complejos celulares modulares, y se sabe que participan en muchas interacciones proteína-proteína. Un modelo actual es que la composición de estos complejos puede ser fluida, mixta y de acorde a las subunidades para cumplir con las necesidades específicas de los diferentes receptores, ligandos o promotores. Mientras que aspectos espacio-temporales de la acción de receptores nucleares y correguladores permanecen poco definidos, una gran cantidad de modelos compuestos de la acción de receptores nucleares invocan correpresores como mediadores críticos del silenciamiento de receptores nucleares. Como respuesta, una variedad de coactivadores son implicados en la activación transcripcional de receptores nucleares, incluyendo las máquinas remodeladoras de cromatina SWI/SNF, SRC/p160s y TRAP/DRIP. El modelo explica la habilidad de proteínas G de membrana apareada a las vías de señalización y señales del receptor de tirosina para comunicarse con funciones coactivadoras y correpresoras a nivel transcripcional.

## Correguladores y enfermedades humanas
Con el papel muy bien documentado de las funciones de los correguladores de receptores nucleares, no debería ser sorpresa que la evidencia los involucra en una gran variedad de enfermedades, incluyendo cáncer, síndrome metabólico (obesidad, diabetes) y síndromes heredables como el síndrome de Rubinstein-Taybi, síndrome de Angelman y la enfermedad de Von Gierke. Una revisión comprensiva del papel de los correguladores en las enfermedades humanas fue publicado, y muestra que más de 165 correguladores conocidos han sido involucrados en patologías humanas.